# Edward Hoffmann
Edward Hoffmann (ur. 6 października 1792, zm. 15 marca 1865 w  Warszawie) – prawnik.
Był najstarszym synem lekarza i farmaceuty Jakuba Fryderyka, profesora Królewskiego Uniwersytetu Warszawskiego, i Henrietty z Thiempondtów (1770–1838). Uczęszczał do Liceum Warszawskiego, które ukończył ok. 1810 i rozpoczął studia prawnicze na Królewskim Uniwersytecie Warszawskim. O jego wczesnej karierze nic nie wiadomo. W roku wybuchu powstania listopadowego (1830) został mianowany prokuratorem przy Trybunale Cywilnym Mazowieckim. Wziął udział w powstaniu listopadowym w randze kapitana sztabu Gwardii Narodowej. Po powstaniu pracował m.in. jako prokurator przy Sądzie Apelacyjnym.
Hoffmann był także w latach młodości aktywnym wolnomularzem w loży Rycerze Gwiazdy. Od 1830 był radcą prawnym parafii ewangelicko-augsburskiej w Warszawie, pierwszym w jej historii, w 1854 został członkiem Konsystorza.
Żonaty z Adeliną Wandą Barbarą Zawadzką (ur. 3 marca 1814 w Warszawie, zm. 1896 w Warszawie i pochowaną na Powązkach) córką Rocha Zawadzkiego i Teresy z Wołowskich. Pochowany został na cmentarzu ewangelickim w Warszawie (aleja 58, grób 45)